# Trump World Tower
Trump World Tower är en skyskrapa på Manhattan i New York i New York i USA, ägd av Donald Trump och Trump Organization. Den är belägen mittemot FN-skrapan på 845 United Nations Plaza. Bygget av skyskrapan påbörjades 1999, och 2001 stod skyskrapan färdig.
Fram till 2003, då 21st Century Tower i Dubai färdigställdes, var Trump World Tower världens högsta bostadsbyggnad. År 2017 är Trump World Tower världens tredje högsta bostadsbyggnad och den 16:e högsta byggnaden i New York.